# Dotalabrus aurantiacus
Dotalabrus aurantiacus är en fiskart som först beskrevs av François Louis Nompar de Caumont de Laporte 1872.  Dotalabrus aurantiacus ingår i släktet Dotalabrus och familjen läppfiskar. IUCN kategoriserar arten globalt som livskraftig. Inga underarter finns listade i Catalogue of Life.